# Kilociclos asesinos
Kilociclos asesinos es una historieta de 1980 del autor de cómic español Francisco Ibáñez perteneciente a su serie Mortadelo y Filemón. .

## Sinopsis
Bruno el Megavatio se fuga de la prisión y se quiere vengar del Súper por haberlo encerrado. Para ello este radiotécnico se vale de un invento suyo: el emisor de kilociclos asesinos, unas ondas que anulan la voluntad de las personas. El Megavatio intenta colar a distintas personas un receptor de ondas disfrazado de objeto cotidiano y así las somete a sus órdenes de matar al Súper. Mortadelo y Filemón deben frustrar su plan.

## Errores
En un capítulo de la historia, Mortadelo estaba siendo controlado por un receptor camuflado como una moneda que guardó en su bolsillo, y cuando se ponía algún disfraz eiba a intentar asesinar al Súper, Ofelia no lo reconocía disfrazado, creyendo estar teniendo alucinaciones. Lo cual no tiene sentido, ya que Ofelia ya había visto antes a Mortadelo disfrazado en más de una historieta.